# Zero Day (película de 2003)
Zero Day es una película dramática estadounidense de 2003 escrita y dirigida por  trama sobre un dúo que planea un tiroteo en la escuela inspirado en la masacre de la Escuela Secundaria de Columbine de 1999.

## Argumento
Andre Kriegman (nacido el 17 de julio de 1982, basado libremente en Eric Harris) y Calvin "Cal" Gabriel (nacido el 5 de febrero de 1983, también basado en Dylan Klebold) anuncian su intención de atacar su escuela secundaria, Iroquois High School, llamando a su plan "Día Cero". Mantienen un video diario en la cámara, ocultando cuidadosamente sus planes a sus amigos y familiares. La mayor parte de la película se retrata a través de la filmación de su video y los muestra planificando, preparando y mencionando algunos de sus motivos.
Otras escenas muestran a los dos asistiendo a la fiesta de cumpleaños de Andre, lanzando huevos a la casa de alguien que no les gusta y Cal yendo al baile de graduación mientras Andre trabaja en una pizzería. En una entrada de video, Cal señala el origen del nombre "Día Cero": Cal y Andre originalmente planearon atacar el primer día en el que la temperatura bajó a cero grados después de haber terminado sus preparativos. Este plan pronto resultó poco práctico y establecieron el 1 de mayo de 2001 como la nueva fecha. Queriendo que su ataque tuviera un nombre memorable, acordaron mantener el título original.
Los chicos llegan a la escuela el 1 de mayo, preparan su plan y armas en el auto de Andre. Andre dice que nunca podría haber llevado a cabo el Día Cero sin la ayuda de Cal, un sentimiento del que Cal se hace eco. Entran corriendo a la escuela, armados con tres pistolas, una carabina M1 y una escopeta de corredera calibre 12, todo robado al padre y al primo de Andre. La masacre se muestra a través del punto de vista de las cámaras de seguridad (similar a las infames cintas de vigilancia de la masacre de la Escuela Secundaria de Columbine de 1999). El diálogo se escucha a través del celular del estudiante Omar, quien fue asesinado a balazos. Disparando a cualquiera que vean y amenazando y burlándose de varios testigos, Andre y Cal matan a once estudiantes y un oficial de recursos escolares y hieren a otros dieciocho. La pareja finalmente ve a las fuerzas del orden entrar en la escuela después de dieciséis minutos de disparos. Después de discutir sobre si involucrar a la policía en un tiroteo, la pareja decide contar hasta tres y dispararse.
El 10 de mayo, una pandilla de jóvenes se filma yendo a un parque donde se encuentran las cruces conmemorativas de las víctimas (incluidos los perpetradores), donde encuentran cruces para los dos tiradores y les prenden fuego.

## Reparto
- André Keuck como André Kriegman
- Cal Robertson como Calvin Gabriel
- Christopher Coccio como Chris Kriegman
- Gerhard Keuck como el padre de Andre
- Johanne Keuck como la madre de Andre
- Rachel Benichak como Rachel Lurie
- Pam Robertson como la madre de Cal
- Steve Robertson como el padre de Cal
- Omar Walters como víctima del tiroteo Omar

## Producción
Ben Coccio recuerda que estaba en una pizzería de Brooklyn el día de la masacre de la Escuela Secundaria de Columbine en 1999 y vio la cobertura del evento en la televisión del restaurante y comentó: "Recuerdo haber pensado que estaba sorprendido de que no hubiera sucedido antes. " A Coccio también le llamó la atención hasta qué punto Eric Harris y Dylan Klebold planeó ese tiroteo, en comparación con los crímenes pasionales improvisados que tipificaron otros tiroteos escolares. Coccio se mostró ansioso por abordar la historia de una manera que no fuera explotadora y se basó en sus propios puntos de vista sobre la escuela secundaria como un lugar de tensión donde "cualquier cosa podía suceder en cualquier momento". La teoría de Coccio sobre los estudiantes que disparan en las escuelas no es que sean los más intimidados, ya que tales estudiantes tienden a desarrollar sentimientos de inferioridad y es probable que se lastimen a sí mismos. Coccio siente que los tiradores tienden a ser estudiantes con sentimientos de superioridad y que "cuando otras personas no lo confirman, realmente se les pone bajo la piel".
Ninguna de las numerosas escuelas secundarias de Connecticut donde buscó filmar la película permitió el acceso de Coccio, y terminó usando el interior de un edificio en la Universidad Estatal de Nueva York en Purchase en Purchase, Nueva York. El exterior "apropiadamente parecido a una fortaleza" de la escuela secundaria era la escuela secundaria New Milford en New Milford, Connecticut, donde vivía Coccio en ese momento.
Al hacer el casting, Coccio investigó en las escuelas secundarias de Connecticut en busca de adolescentes interesados en la actuación que pudieran no tener mucha o ninguna experiencia profesional. Coccio tuvo tres días de audiciones abiertas. Andre Keuck respondió a un anuncio que Coccio colocó en la revista Backstage y llevó a su compañero de clase y entusiasta del teatro Cal Robertson a la audición. Ambos muchachos habían actuado en producciones de Shakespeare en el teatro Stratford Avon en Stratford, Connecticut. Se les animó a improvisar a lo largo de la producción de la película.

## Sitio web
Se creó un sitio web oficial como enlace para promocionar la película, donde se hizo parecer un informe policial oficial del "Departamento del Sheriff del condado de Essex" ficticio sobre el evento, describiendo detalles sobre la masacre que nunca se vieron en la película final. y Vislumbres sobre los perpetradores, Las armas utilizadas y Menciona que la película en realidad consiste en imágenes enviadas a pedido de los padres de Kriegman y Garbriel a un amigo cineasta aficionado. El sitio web ahora está archivado mediante el uso de Wayback Machine, aunque algunas características que impulsaría la narrativa de que era real se ha perdido.

## Recepción
Zero Day ha recibido críticas en su mayoría positivas de los críticos, y actualmente tiene un índice de aprobación del 68% en Rotten Tomatoes según 41 críticas. A pesar de la recepción positiva de la crítica y el público, Zero Day fue una bomba de taquilla, ganando solo $8 466 contra un presupuesto de $20 000.

## Premios
- Festival de Cine de Atlanta - Gran Premio del Jurado 2003
- Festival de cine subterráneo de Boston - Lo mejor del festival 2003
- Film Fest New Haven - Premio Audience Choice, Mejor largometraje dramático 2003
- Festival de Cine de Florida - Premio del Gran Jurado 2003
- Festival de Cine de Rhode Island - Premio del Público 2003
- Festival de Cine Slamdunk - Gran Premio del Jurado 2003